# Белозерск
Белозе́рск, до реформы 1777 года — Белоо́зеро, — город в России, административный центр Белозе́рского муниципального района Вологодской области. Белозерск расположен на берегу Белого озера (на современном месте — с 1364 года). 
Население — 8183 чел. (2023).

## Физико-географическая характеристика

### Часовой пояс
Город Белозерск, так же как и вся Вологодская область, находится в часовом поясе, обозначаемом по международному стандарту как Московское время (MSK/MSD). Смещение относительно всемирного координированного времени UTC составляет +3:00 (MSK).

### Климат
| Показатель                            | Янв.  | Фев.  | Март | Апр. | Май | Июнь | Июль | Авг. | Сен. | Окт. | Нояб. | Дек. | Год |
| ------------------------------------- | ----- | ----- | ---- | ---- | --- | ---- | ---- | ---- | ---- | ---- | ----- | ---- | --- |
| Средняя температура, °C               | −11,1 | −10,1 | −5,1 | 1,5  | 9,1 | 14,9 | 17,2 | 14,3 | 9    | 2,7  | −5,5  | −9,7 | 2,3 |
| Источник: NASA. База данных RETScreen |       |       |      |      |     |      |      |      |      |      |       |      |     |

### Гидрогеологическая обстановка
На южном и западном побережье Белого озера распространены напорные трещинно-пластовые и карстовые воды в известняках московско-ассельского водоносного горизонта. Вскрытие этого горизонта для водоснабжения не раз становилось причиной чрезвычайных ситуаций. Например, в 1981 году на ул. Коммунистической при строительстве котлована для насосной станции произошёл прорыв воды в котлован. В итоге котлован был засыпан грунтом, стройплощадку перенесли. Весной 1999 года разгерметизировалась затампонированная скважина, пробуренная на стадии изысканий, изливающаяся вода была выведена в отводной канал города Белозерска. В 2019—20 годах излив воды из частной скважины стал причиной введения режима чрезвычайного положения на 11 месяцев.

## История

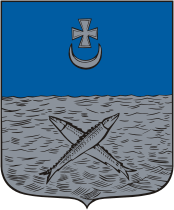
герб, 1781

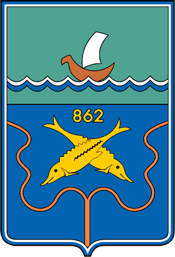
герб, 1970

Между озёрами Ладожским и Белым с давних времён располагались земли племени весь, которое известно по документам, вероятно датируемым VI веком. Побережье Белого озера, однако, не было заселено, согласно археологическим источникам, до IX века. В следующем, X веке, к весским поселенцам присоединились представители славянских племён. При этом, скорее всего, переселенцы двух потоков — новгородского и ростово-суздальского, обосновались на этих землях практически одновременно. Достаточно раннее и активное развитие региона связывается с тем, что через его территорию проходили ветви Великого волжского пути, который вёл к главному водному пути Европы — «из варяг в греки». Население Белозерья на первоначальном этапе освоения этих земель занималось добычей пушнины (охота велась на бобра, куницу, белку, выдру), рыбной ловлей и торговлей.
В 1070-е годы из поселения, основанного новгородцами, располагавшегося на слиянии рек Кемы и Ковжи, в Белоозеро был перенесён таможенный пункт, где осуществлялся контроль за вывозом пушнины. С XIV века в связи с уменьшением поголовья пушного зверя население региона занялось преимущественно земледелием.

### Повесть временных лет и Белоозеро
Согласно «Повести временных лет», город Белоозеро (вепс. Valged järv'), находившийся в 15 км восточнее Белозерска, был столицей чудского (финского) племени весь — древних вепсов (самоназвание — vepsläižed). Согласно «Сказанию о призвании варягов», когда славянские (словене новгородские и кривичи) и чудские племена (чудь, весь и меря) совместно призвали Рюрика на княжение в Новгород; один из его братьев — князь Синеус — сел на престол в Белоозере.
Впервые город Белоозеро упомянут в «ПВЛ» под 862 годом, однако итоги многолетних раскопок свидетельствуют, что, вопреки сведениям начальной части Повести временных лет, Белоозеро возник не в IX столетии, а в X веке, а сама территория вокруг Белого озера представляла собой периферию племенной территории веси.

### Археологическая история города
Археологически подтверждённым в настоящее время считается возникновение в середине X века города в правобережье реки Шексны, там где в неё впадала небольшая речка Васильевка (позже на этом месте располагалось село Крохино). Не позднее конца X века были заселены возвышенные участки правого берега к востоку от Васильевки. В первой половине XI века территория города распространяется на левый берег Шексны.
Правобережная часть города со временем вытянулась вдоль берега реки почти на 2 км, при этом его площадь достигла 41 га. Застройка левого берега Шексны началась не позднее первой половины XI века. В период расцвета (вторая половина XII — начало XIII века) левобережная часть города занимала не менее 13 га. Общая площадь города по обе стороны Шексны составляла не менее 54 га, что ставит Белоозеро в ряд крупнейших городских центров Северо-Восточной Руси.
С 1238 года Белоозеро — центр независимого Белозерского княжества (до этого он входил в состав Ростово-Суздальского княжества, которое просуществовало почти 150 лет), а также торговый и ремесленный центр. По числу найденных свинцовых товарных пломб (19) Белоозеро занимает шестое место после Дрогичина, Великого Новгорода, Ратминского поселения в Дубне, Борковского острова в Рязани и Пскова.

В начале XIV века Белоозеро угасает, а к середине века площадь его территории сокращается до 7 га.  

Часовня на месте основания Белозерска (фото 1909 года)

В 1352 году в Белоозере разразилась эпидемия «моровой язвы» (чумы), истребившая практически всех жителей. Так как город имел важное положение на водном пути, по которому северные земли сообщались с Поволжьем, а также с городами на Сухоне и Северной Двине, то город возродился и в третий раз.
В 1363—1364 годах Белозерск был заново основан на новом месте — на 17 километров западнее — и занял своё сегодняшнее место. С этого момента начинается эпоха расцвета города. По другим данным, в конце XIV века существовало два одноимённых города — новый и старый; летописные упоминания XV века относятся уже к новому городу. Он быстро богател и приобрёл известность по всей Руси, уже в составе Московского государства.
Период расцвета города пришёлся на XV и XVI века. Город Белоозеро находился в центре торговых путей, связывающих юг с севером, поэтому вёл активную собственную торговлю и выступал посредником во многих торговых операциях. В этот период город постепенно отстраивался и украшался каменными храмами. В 1539 году город получил губную грамоту, представившую ему право на местное самоуправление.
В 1612 году польско-литовские войска заняли и разорили город, чему способствовало моральное устаревание укреплений. Земляной вал и деревянные стены уже не могли противостоять артиллерии и огнестрельному оружию противника, тогда как соседний город Кириллов, обнесённый новой каменной стеной, свою независимость сумел отстоять. С тех пор Белозерск — тихий провинциальный город, сохраняющий неторопливый уклад жизни.
К началу XVII века, в связи с перемещением торгового пути на Архангельск через реки Сухону и Северную Двину, процветавшее прежде Белоозеро постепенно приходит в упадок. Город оказался в стороне от главных направлений торгово-экономической жизни страны. Польско-литовская интервенция начала XVII века ускорила этот процесс.

### Мариинская водная система и Волго-Балтийский водный путь
В начале XIX века развитию города способствовала Мариинская водная система (Марии́нская во́дная систе́ма — водная система в России, соединяющая бассейн Волги с Балтийским морем. Состоит как из природных, так и из искусственных водных путей. В советское время получила название Волго-Балтийский водный путь им. В. И. Ленина), которая начала действовать в 1810 году, а последнее из её сооружений — Белозерский обводной канал — был открыт в 1846 году. Получили развитие лесозаготовительные промыслы. Продукция лесной промышленности начала водным путём транспортироваться в Санкт-Петербург. После открытия Волго-Балтийского водного пути возросли связи древнего города с другими экономическими районами страны. До середины XX века Белозерье было типичным аграрным районом, а городское население составляло лишь 16 % от общего числа жителей.

### Новейшее время

Белозерск, улица Шукшина, 4, частная водяная скважина.

22 мая 1970 года исполнительный комитет городского совета депутатов трудящихся решением № 8 утвердил новую версию герба Белозерска (автор П. Горячев).
12 октября 2001 года утверждены герб и флаг Белозерского муниципального района и города Белозерска. Герб Белозерска представляет собой: «В волнисто-пересечённом лазурью и серебром щите вверху уширенный крест над серебряным полумесяцем, внизу две накрест положенные серебряные стерляди с червлёными плавниками, тонко окаймлённые лазурью. В вольной части герб Вологодской области». Автор реконструкции герба — Олег Свириденко. Герб внесён в Государственный Геральдический регистр Российской Федерации под № 1222.

#### Чрезвычайное положение
С 12 августа 2019 года по 7 июля 2020 года в городе длился режим чрезвычайной ситуации из-за самоизлива воды с сероводородом из скважины, пробуренной в июне 2019 года у частного дома № 4 по улице Шукшина, которая вскрыла напорный водоносный горизонт на глубине 18-21 м. Бурения без согласования недостаточно квалифицированными исполнителями привело к тому, что устье скважины не было должным образом загерметизировано. Другая фирма затампонировала скважину вновь, но 9 августа скважина была вскрыта, и оттуда хлынул поток воды ещё более сильный, чем за два месяца до этого. Откачка силами МЧС в первые дни велась шестью помпами, однако затопило шесть участков. Глава Белозерска Евгений Шашкин ввёл в городе режим чрезвычайной ситуации. В конце августа скважина извергала за сутки до пяти тонн воды. 30 сентября началась ликвидация скважины по методике Е. Ю. Цыгельнюк, доцента кафедры бурения Санкт-Петербургского горного университета. С 18 октября по 3 ноября было пробурено ещё три скважины, через которые в горизонт была закачана тампонажная масса, при контакте с водой увеличивающаяся в объёме в 50 раз. Объём выходящей из-под земли воды уменьшился в два раза. 5 ноября было заявлено, что на ликвидацию скважины уже затрачено 12 миллионов рублей. После перерыва на зиму скважина была окончательно заглушена 20 марта 2020 года. Режим чрезвычайной ситуации в Белозерске был снят 7 июля, на ликвидацию затрачено не менее 15 миллионов рублей.

## Население
| 1617    | 1678    | 1856    | 1863    | 1897    | 1913    | 1926    | 1931    | 1939    | 1959    | 1970    | 1979    |
| ------- | ------- | ------- | ------- | ------- | ------- | ------- | ------- | ------- | ------- | ------- | ------- |
| 128     | ↗432    | ↗4100   | ↘3964   | ↗5000   | ↗5900   | ↗7000   | ↗7200   | ↗10 300 | ↗10 375 | ↗12 097 | ↗12 256 |
| 1989    | 1992    | 1996    | 1998    | 2000    | 2001    | 2002    | 2003    | 2005    | 2006    | 2007    | 2008    |
| ↗12 300 | ↘12 200 | ↘12 000 | ↘11 700 | ↘11 600 | ↘11 400 | ↘10 975 | ↗11 000 | ↘10 600 | →10 600 | ↘10 400 | ↘10 300 |
| 2009    | 2010    | 2011    | 2012    | 2013    | 2014    | 2015    | 2016    | 2017    | 2018    | 2019    | 2020    |
| ↘10 088 | ↘9532   | ↗9567   | ↘9544   | ↘9481   | ↘9380   | ↘9172   | ↘9054   | ↘8914   | ↘8786   | ↘8667   | ↘8580   |
| 2021    | 2023    |         |         |         |         |         |         |         |         |         |         |
| ↘8375   | ↘8183   |         |         |         |         |         |         |         |         |         |         |

Примечание. В 1617 и 1678 годах — количество дворов
На 1 января 2025 года по численности населения город находился на 985-м месте из 1124 городов Российской Федерации.
По итогам переписи населения 2020 года проживали следующие национальности (национальности менее 0,1 % и другое, см. в сноске к строке «Другие»):
| Национальность | Численность, чел. | Доля     |
| -------------- | ----------------- | -------- |
| Русские        | 8106              | 96,79 %  |
| Цыгане         | 18                | 0,21 %   |
| Украинцы       | 10                | 0,12 %   |
| Другие         | 241               | 2,88 %   |
| Итого          | 8375              | 100,00 % |

## Экономика
Основными отраслями экономики Белозерского района являются предприятия деревообрабатывающей и пищевой промышленности.
Белозерск — член современного Ганзейского союза. Древнейший город России был официально приглашён Ганзой в свои ряды в ноябре 2000 года благодаря видному вкладу средневекового Белозерска в развитие торговли с городами Северной Европы. В то время Ганза, объединявшая вольные торговые города, была известна всему континенту. В настоящее время Ганзейское сообщество объединяет более 200 городов из четырнадцати стран. Россию в этом внегосударственном союзе представляют 13 городов.
До распада СССР в городе был развит рыбный промысел, на Белом озере промышленно добывалась корюшка-снеток, но в последние годы корюшка спустилась из Белого озера в бассейн Волги и теперь встречается в Рыбинском, Горьковском, Куйбышевском и Саратовском водохранилищах. Сегодня рыболовецкие хозяйства Белозерска прекратили своё существование.

## СМИ
- Газета «Белозерье», первый номер которой вышел 2 февраля 1918 года[46].

## Православные храмы

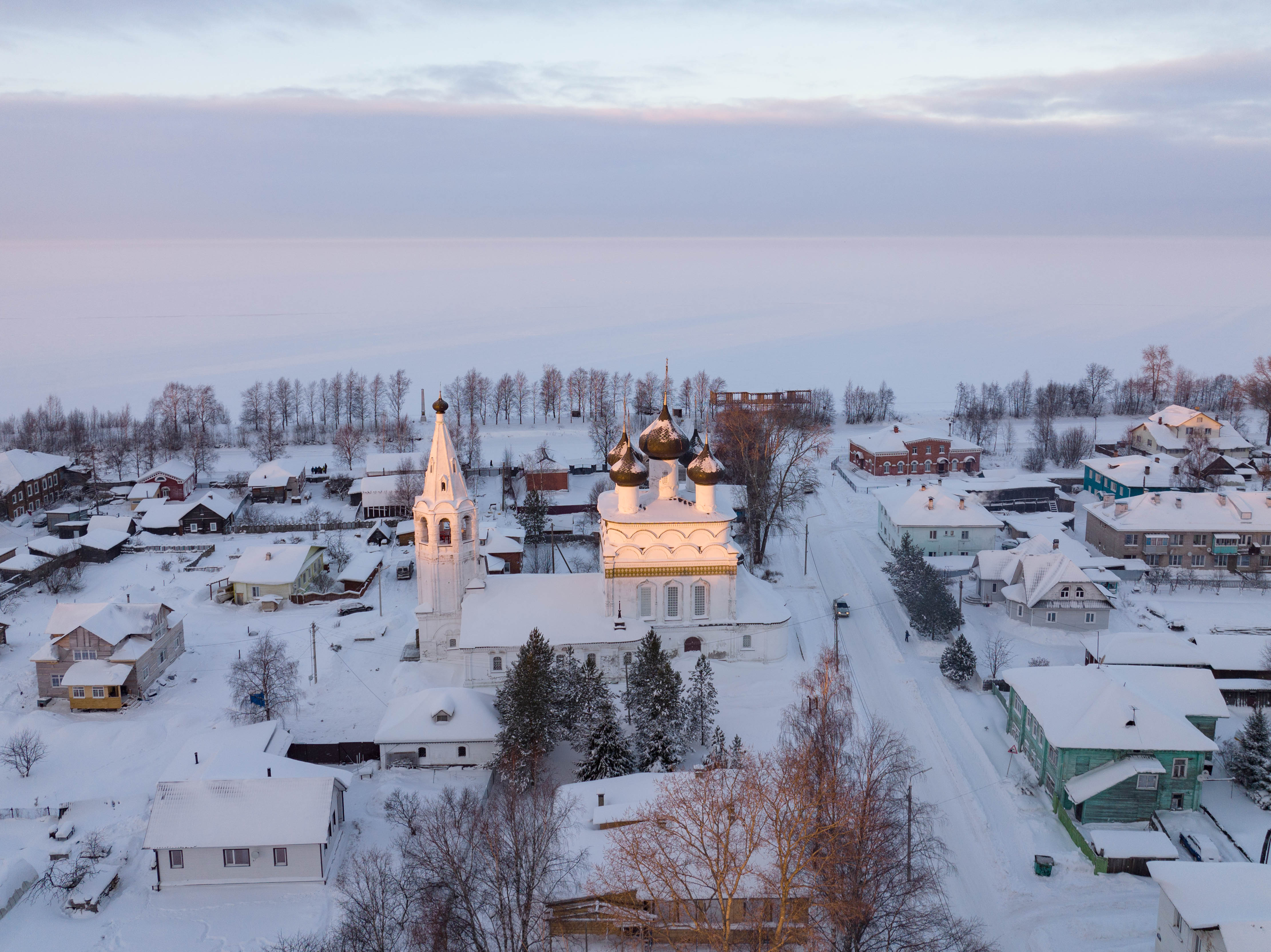
Квартал, прилегающий к Спасской церкви

- Церковь Успения (1553 г.) — первая каменная постройка в городе и самый старый из сохранившихся в городе храмов. Этот пятиглавый храм, в соседстве с церковью Богоявления (1787 г.) с колокольней, составляет живописный архитектурный комплекс. В советское время оба храма действовали.
- В западной части города сохранилась деревянная трёхъярусная одноглавая церковь Ильи Пророка (1696 год), составляющая храмовый комплекс с церковью Покрова Пресвятой Богородицы (1752, 1790, руинирована).
- В центре кремля возвышается пятиглавый Спасо-Преображенский собор (1668—1670 гг.). Церковь Василия Великого, стоявшая рядом с Преображенским собором, снесена в 1960-е годы (что произошло в советское время и со многими другими белозерскими храмами).
- Недалеко от берега Белого озера нарядная, украшенная широким изразцовым фризом, с двумя рядами декоративных кокошников, пятиглавая церковь Всемилостливого Спаса (1723 год) с трапезной и шатровой колокольней в традициях XVII века.
- В восточной части города церковь Иоанна Предтечи (1810 г.), проект которой отдельные краеведы приписывали В. И. Баженову. Церковь, обезображенная в советское время, не восстанавливалась.

## Достопримечательности
- В центре города расположен Белозерский кремль: кольцо земляного крепостного вала (1487 год), окружённое со всех сторон рвом. Земляной вал и ров до сих пор впечатляют своим размахом и хорошей сохранностью. В кремль через ров ведёт трёхпролётный каменный мост, построенный в XIX веке, когда вал и ров давно утратили оборонное значение. Находившиеся сверху на валу деревянные стены и башни были разобраны в 1758 году из-за ветхости.
- В Белозерске также почти без изменений сохранились двухэтажные каменные купеческие особняки 1-й половины XIX века в стиле классицизма.
- Среди сохранившихся купеческих особняков Белозерска примечателен дом купца Поздынина — яркий образец русского деревянного модерна[47].

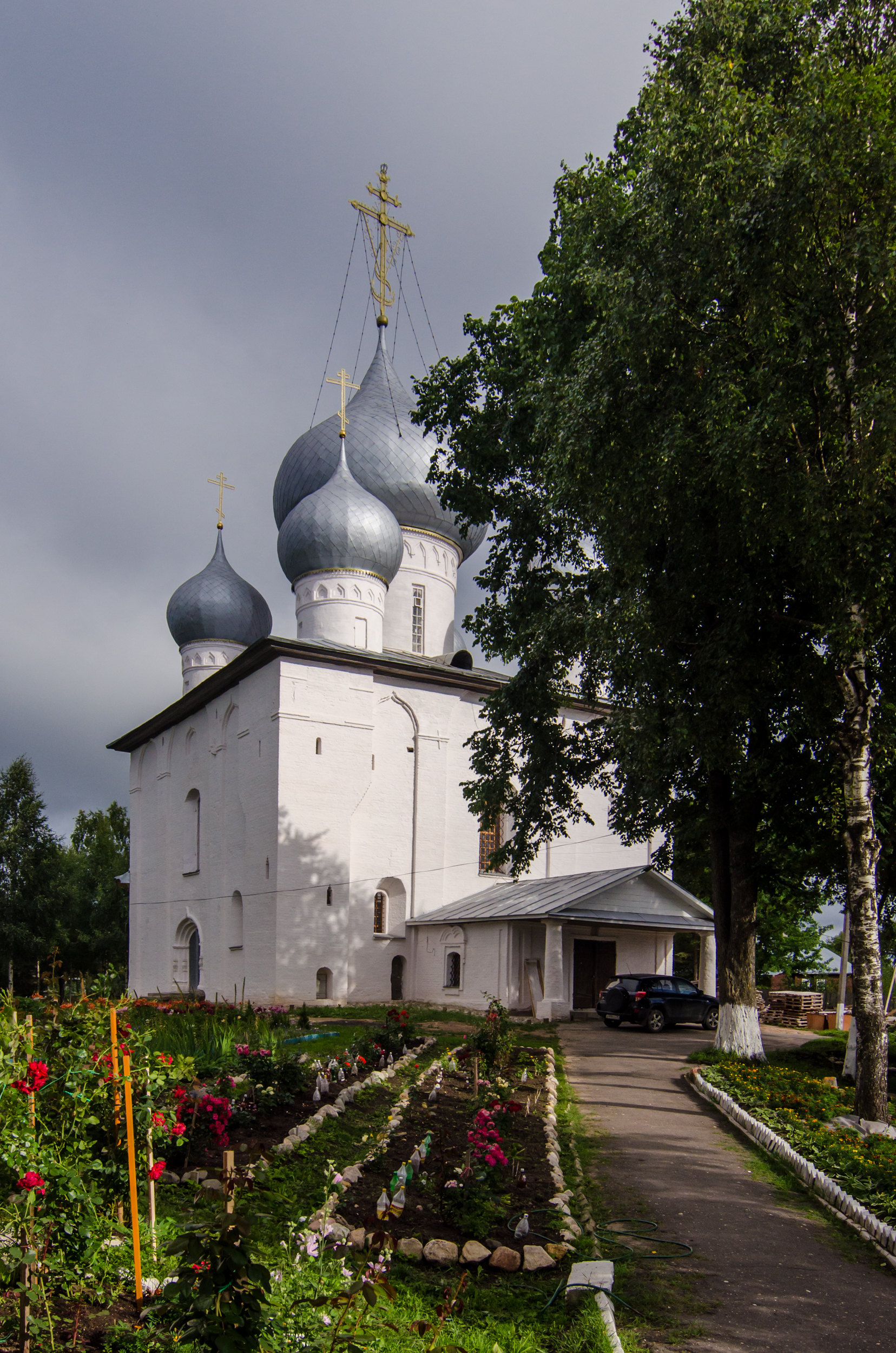
Церковь Успения (1553)
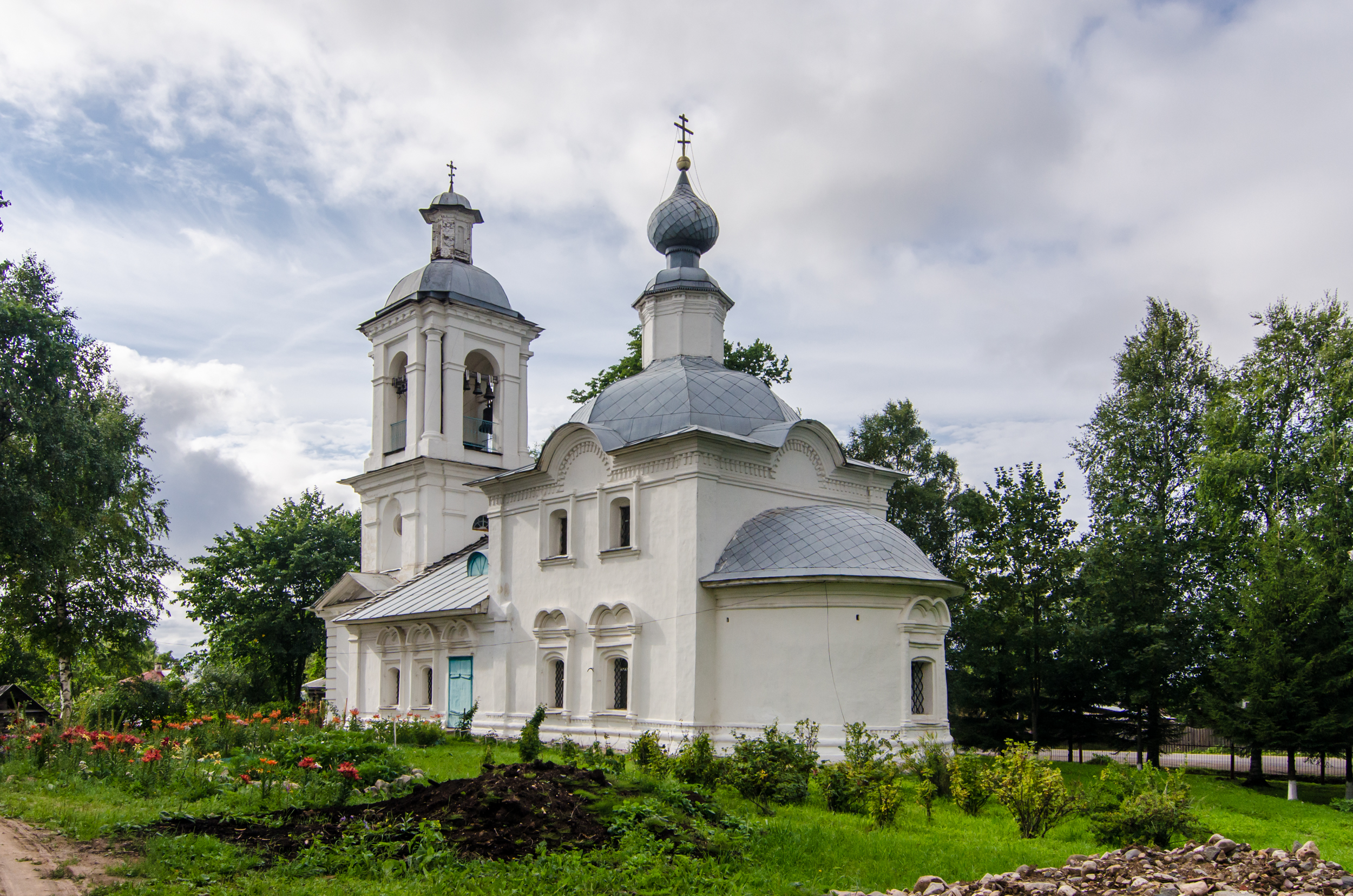
Церковь Богоявления
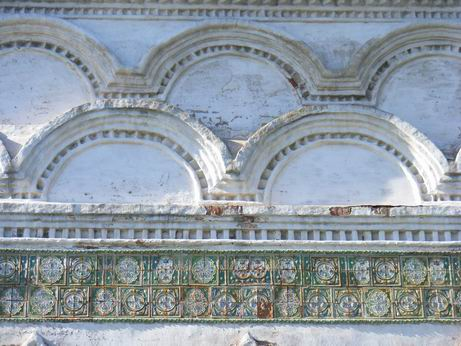
Изразцы церкви Всемилостливого Спаса
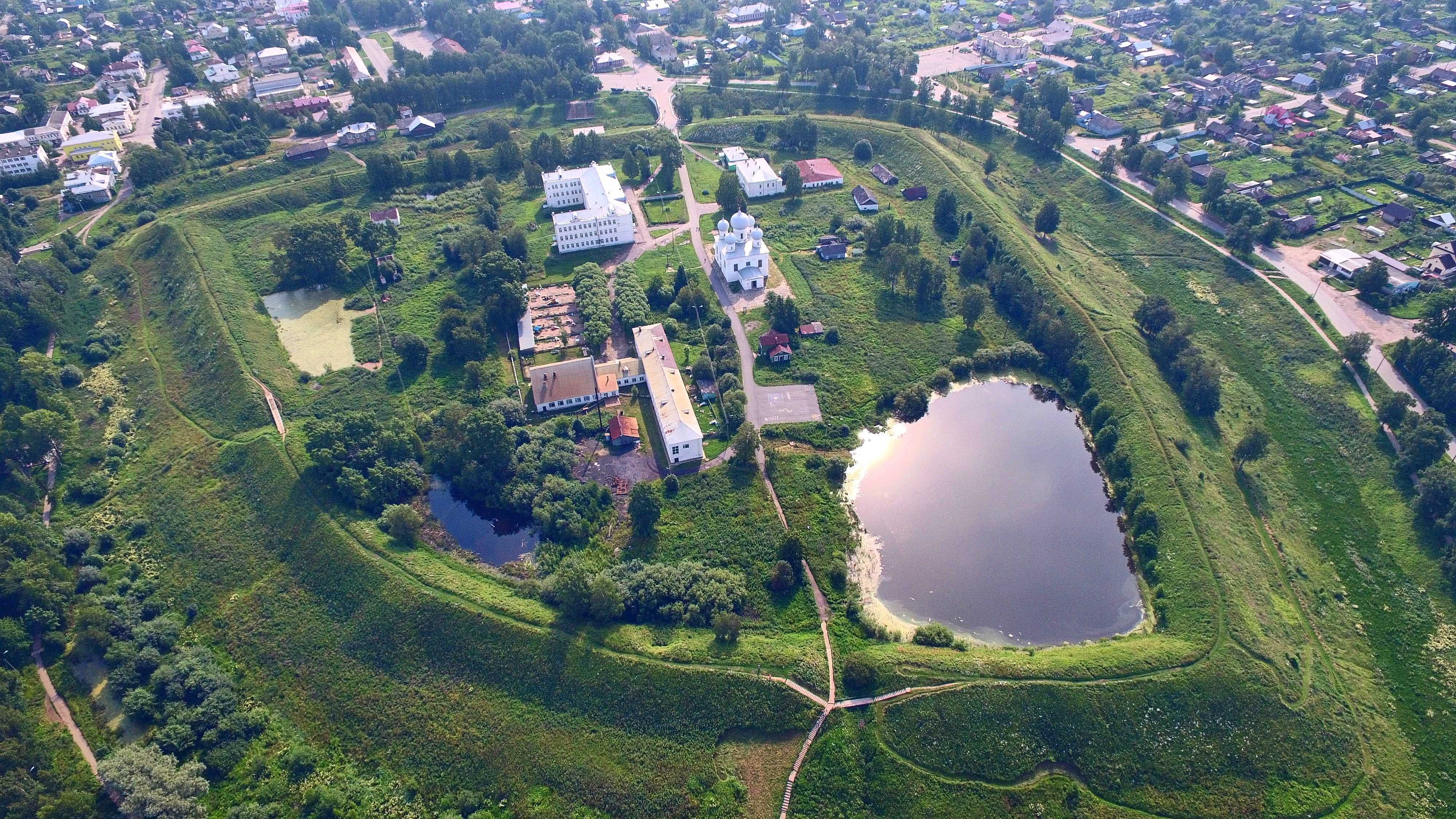
Белозерский кремль
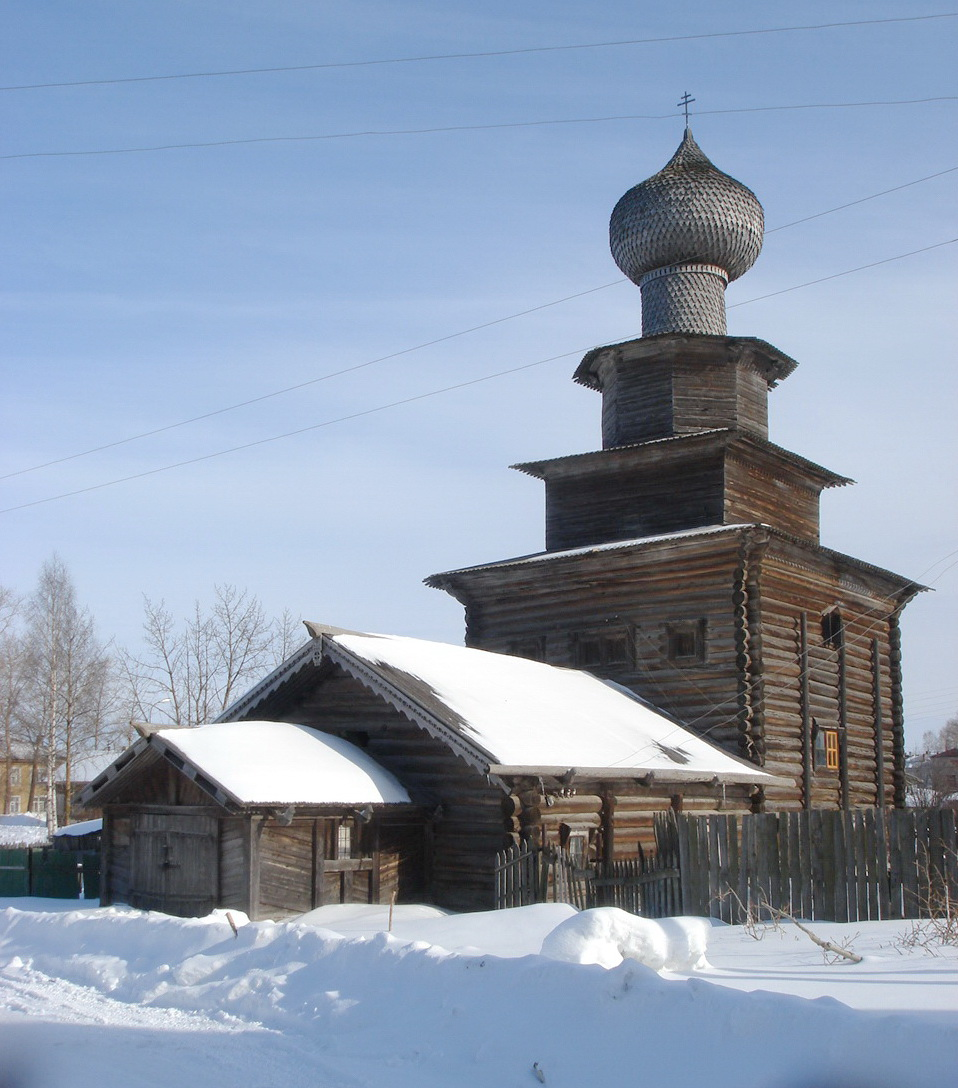
Церковь Ильи Пророка (1696)

## Знаменитые уроженцы
Выдающийся советский физик и изобретатель Лев Александрович Юткин родился 5-го августа 1911 года в городе Белозерск.